# 金堀則夫
金堀 則夫（かなほり のりお、1944年－）は日本の詩人。
大阪府生まれ。立命館大学卒業。詩誌「交野が原」、「石の森」主宰。 日本現代詩人会会員、日本詩人クラブ会員、日本ペンクラブ会員、関西詩人協会運営委員、日本現代詩歌文学館評議員を務める。郷土史をテーマとしたカルタの制作も行なっている。詩集「かななのほいさ」で第11回神戸ナビール文学賞受賞。2014年、詩集「畦放」で第47回日本詩人クラブ賞受賞。2020年、『ひの石まつり』で第31回富田砕花賞受賞。

## 主な著作

### 詩集
- 「氷結作業」（1972年）
- 「夢死」（1974年）
- 「愛のエスキス」（1975年）
- 「白い沈黙」（1976年）
- 「石の宴」（1979年）
- 「想空」（1987年）
- 「ひ・ひの鉢かづき姫」（1996年）
- 「かななのほいさ」（2003年）
- 「神出来（かんでら）」（2009年）
- 「畦放（あはなち）」（2013年）

### 編著
- 「赤いチョーク」（1986年）
- 「続赤いチョーク」（1988年）
- 「続・続赤いチョーク」（1993年）

### 郷土史カルタ
- 「四條畷郷土史カルタ」（1979年）
- 「田原の里」（1993年）
- 「大東のふるさと」（1997年）
- 「交野・星田郷土史カルタ」（2007年）

## 作詞
- 四條畷市歌「いま ここに」（補作：島田陽子、1990年）